# Thomas Wagner (Politiker, 1943)

Thomas Wagner (1982)

Thomas Wagner (* 17. Oktober 1943 in Zürich) ist ein Schweizer Politiker (FDP).
Wagner studierte Rechtswissenschaften und Medizin und schrieb auch in jedem der Fächer eine Dissertation.
Von 1969 bis 1978 gehörte er dem Gemeinderat und ab 1978 dem Stadtrat von Zürich an. Von 1982 bis 1990 war er Stadtpräsident, und bereits 1982 initiierte er die Städtepartnerschaft mit der chinesischen Stadt Kunming, wodurch der Chinagarten Zürich beim Zürichhorn entstand.
Abgelöst in seinem Amt wurde Wagner von Josef Estermann (SP). Danach wurde Wagner nur als Stadtrat wiedergewählt und war zuerst Vorsteher des Schul- und Sportdepartements und schliesslich bis zu seinem Rücktritt 2002 Vorsteher des Departements Industrielle Betriebe.
Auf Thomas Wagner geht die sogenannte «Lex Wagner» (Art. 48 Absatz 2) der städtischen Gemeindeordnung zurück, welche den Zürcher Stadträten seit 1988 verbietet, gleichzeitig Mitglied eines eidgenössischen Rates zu sein. Damit wurde das Ansinnen von Thomas Wagner unterbunden, neben dem Amt als Stadtrat auch ein Amt als Nationalrat anzustreben.
Wagner wurde am Dies academicus 2017 der Universität Zürich zum Ständigen Ehrengast ernannt.
Als einziger Schweizer wurde er in China mit dem Titel Friendship Ambassador der CPAFFC ausgezeichnet.